# علم سيشل

علم سيشل المعتمد عليه

ثاني علم لجمهورية سيشل واستخدم هذا العلم من سنة 1977 إلى سنة 1996

أول علم لجمهورية سيشل اعتمد هذا العلم في 29 يونيو من سنة 1976 بعد نيل جزر سيشل الاستقلال وقد استخدم هذا العلم إلى يونيو من سنة 1977

اعتمد هذا العلم رسميًا في جمهورية سيشل في 18 حزيران / يونيو من سنة 1996 ويتكون العلم السيشلي من خمسة ألوان وهي الأزرق والأصفر والأحمر والأبيض والأخضر مرتبة على التوالي على شكل شعاع ينبع من الزاوية الداخلية للعلم.

## معنى ألوان العلم
يرمز اللون الأزرق إلى السماء والبحر الذي يحيط بجزر سيشل ويرمز اللون الأصفر إلى الشمس التي تعطي الضوء والحياة ويرمز اللون الأحمر إلى الشعب وتصميمه على العمل من أجل المستقبل في الوحدة والمحبة في جزر سيشل ويرمز اللون الأبيض إلى العدالة الاجتماعية والانسجام بينما يرمز اللون الأخضر إلى طبيعة جزر سيشل وبيئتها.

## الألوان
|                                      | أزرق        | أصفر       | أحمر       | أبيض        | أخضر        |
| ------------------------------------ | ----------- | ---------- | ---------- | ----------- | ----------- |
| رال                                  | 5010        | 1016       | 3028       | 9016        | 6029        |
| النموذج اللوني سيان ماجنتا أصفر أسود | 100-55-0-47 | 0-14-66-1  | 0-84-84-16 | 0-0-0-0     | 100-0-53-52 |
| ألوان الويب                          | #003D88     | #FCD955    | #D72323    | #FFFFFF     | #007B3A     |
| النموذج اللوني أحمر أخضر أزرق        | 0-61-136    | 252-217-85 | 215-35-35  | 255-255-255 | 0-123-58    |

## أعلام الاستعمار البريطاني

علم سيشيل من 1903-1961. قبل عام 1903، كانت سيشيل تدار على أنها تابعة لموريشيوس
علم الحاكم العام 1903-1961
علم سيشيل من 1961-1976.
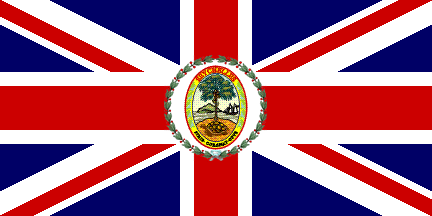
علم الحاكم العام1961-1976

## الأعلام الرئاسية

علم سيشل الرئاسي (1976–1977)
العلم الرئاسي الذي من 1977 إلى 1996.
العلم الرئاسي الحالي